# Max von Bock und Polach
Max Friedrich Ernst von Bock und Polach (5 tháng 9 năm 1842 tại Trier – 4 tháng 3 năm 1915 tại Hannover) là một sĩ quan quân đội Phổ, về sau được phong quân hàm Thống chế. Ông đã từng tham chiến trong ba cuộc chiến tranh thống nhất nước Đức trong thời kỳ cầm quyền của Thủ tướng Otto von Bismarck.

## Tiểu sử

### Thân thế
Max sinh ngày 5 tháng 9 năm 1842, trong gia đình quý tộc cổ vùng Meißen Bock und Polach và là con trai thứ của Ernst von Bock und Polach (1799 – 1849). Anh cả của ông là Đô trưởng Mülheim an der Ruhr về sau này, Karl von Bock und Polach (1840 – 1902).

### Binh nghiệp
Sau khi học tập trong đội thiếu sinh quân, Bock und Polach, cùng với anh ruột của mình là Karl, đã gia nhập Trung đoàn Bộ binh số 55 (số 6 Westfalen) vào năm 1860 với quân hàm Thiếu úy. Ông tham gia cuộc Chiến tranh Đức-Đan Mạch năm 1864 và cuộc Chiến tranh Áo-Phổ năm 1866. Trong cuộc Chiến tranh Pháp-Đức (1870 – 1871), trên cương vị là sĩ quan phụ tá của Trung tướng Adolf von Glümer, ông là một thành viên của Bộ Tham mưu Sư đoàn số 13 và được phong tặng Huân chương Thập tự Sắt hạng II.
Được thăng quân hàm Đại úy, ông giảng dạy tại Trường Quân sự (Kriegsschule) Hannover sau khi cuộc chiến tranh chấm dứt. Không lâu sau đó, ông được đổi sang biên chế của Trung đoàn Bộ binh số 16 (số 3 Westfalen). Vào năm 1872, ông được phong danh hiệu à la suite của Trung đoàn Bộ binh "Bá tước Bülow von Dennewitz" số 55 (số 6 Westfalen), trực thuộc Bộ Tham mưu.
Với quân hàm Thượng tá, ông đã nhậm chức Tham mưu trưởng của Quân đoàn VIII tại Koblenz vào năm 1874. Sau đó, vào năm 1875, ông gia nhập Bộ Tham mưu Sư đoàn số 31 tại Straßburg, nơi ông được phong cấp Thiếu tá vào ngày 20 tháng 9 năm 1876. Tiếp theo đó, ông được chuyển vào Bộ Tổng chỉ huy của Quân đoàn XV. Từ năm 1882 cho đến năm 1884, ông là một thành viên của Bộ Tổng tham mưu tại kinh thành Berlin. Sau khi được thăng cấp Thượng tá, ông trở lại Quân đoàn XV ở Straßburg và được lãnh chức Tham mưu trưởng. Trên cương vị này, ông được lên quân hàm Đại tá vào năm 1887.
Sau khi Bock und Polach được lên chức Thiếu tướng vào năm 1890, ông trở lại Bộ Tổng tham mưu vào năm sau với vai trò là thành viên của Ủy ban Nghiên cứu Quân sự cấp cao (Obermilitärstudienkommission) và Chủ nhiệm Tổng cục Hậu cần. Vào năm 1893, ông được lên quân hàm Trung tướng và được bổ nhiệm làm Sư trưởng của Sư đoàn số 20 tại Hannover. Với cấp bậc Thượng tướng Bộ binh, Bock und Polach đã được bổ nhiệm làm Tướng tư lệnh của Quân đoàn Vệ binh vào năm 1897.
Sau khi được phong tước Hiệp sĩ Huân chương Đại bàng Đen vào đầu năm 1902, ông được giao quyền chỉ huy Quân đoàn XIV tại Karlsruhe ngày 27 tháng 1 năm 1902 và giữ trách nhiệm này cho tới ngàyà 10 tháng 9 năm 1907. Tiếp sau đó, vào năm 1907, ông được lãnh chức Cục trưởng Cục thanh tra quân đội III tại Hannover. Vào ngày 18 tháng 9 năm 1908, ông được thăng cấp Thượng tướng. Cùng với Alfred von Schlieffen và Colmar von der Goltz, ông đã được Đức hoàng Wilhelm II phong cấp bậc Thống chế Phổ nhân dịp Tết Dương lịch vào ngày 1 tháng 1 năm 1911.
Vào mùa thu năm 1912, ông đệ đơn từ chức, và vào ngày 13 tháng 9 năm 1912, việc từ chức của ông chính thức được thừa nhận. Ông từ trần ngày 4 tháng 3 năm 1915 tại Hannover, nơi ông đã đảm nhiệm chức vụ chỉ huy cuối cùng trong sự nghiệp quân sự của mình.

### Gia đình
Vào ngày 19 tháng 4 năm 1873, tại Haus Mehrum, Bock und Polach đã thành hôn với Mathilde Nam tước von Plettenberg (1850 – 1924). Cuộc hôn nhân đã mang lại cho họ 3 người con gái.

## Vinh danh
Thống chế Bock und Polach đã được tôn vinh vì những cống hiến của ông đối với các lực lượng quân sự của Phổ. Vua nước Phổ đã phong cho ông làm Kinh nhật giáo sĩ vùng Brandenburg an der Havel, đồng thời là Trưởng Đại tá (Regimentschef) của Trung đoàn Bộ binh "Nam tước von Sparr" số 16 (số 3. Westfalen).
Ngoài ra, trong suốt sự nghiệp của ông, vị Thống chế đã được tặng thưởng các huân chương sau đây:
- Huân chương Đại bàng Đen kèm theo Chuỗi dây chuyền [1]
- Huân chương Đại bàng Đỏ đính kèm Bó sối và Thanh gươm trên Chiếc nhẫn[1]
- Huân chương Vương miện hạng I kèm theo Thanh gươm trên Chiếc nhẫn[1]
- Đại Chỉ huy (Großkomtur) Huân chương Hoàng gia Hohenzollern[1]
- Giải thưởng phục vụ của Phổ (Preußisches Dienstauszeichnungskreuz) [1]
- Thập tự Danh dự hạng I Huân chương Vương tộc Hohenzollern[1]
- Huân chương Gia tộc Trung kiên (Hausorden der Treue) đính kèm Kim cương [1]
- Chỉ huy hạng II Huân chương Zähringer Löwen đính kèm Bó sồi [1]
- Đại Thập tự của Huân chương Chiến công Bayern [1]
- Đại Thập tự của Huân chương Heinrich Sư tử kèm theo Thanh gươm[1]
- Đại Thập tự của Huân chương Ludwig xứ Hesse [1]
- Thập tự Danh dự hạng I của Huân chương Gia tộc Lippischer[1]
- Đại Thập tự kèm theo Vương miện Vàng của Huân chương Vương miện Wendischen[1]
- Đại Thập tự Danh dự của Huân chương Gia tộc và Tuyên dương Công tước Peter Friedrich Ludwig xứ Oldenburg [1]
- Chỉ huy hạng II Huân chương Albrecht[1]
- Đại Thập tự của Huân chương Gia tộc Ưng trắng[1]
- Đại Thập tự của Huân chương Gia tộc Sachsen-Ernestine[1]
- Đại Thập tự của Huân chương Vương miện Württemberg[1]
- Chỉ huy hạng II Huân chương Friedrichs[1]
- Đại Thập tự của Húc Nhật chương (Nhật Bản)[1]
- Đại Thập tự của Huân chương Hiệp sĩ Thánh Mauritius và Lazarus[1]
- Đại Thập tự của Huân chương Oranje-Nassau[1]
- Đại Thập tự của Huân chương Leopold (Áo-Hung) đính kèm Kim cương[1]
- Huân chương Vương miện Sắt hạng III kèm theo Phần thưởng chiến tranh (Kriegsdekoration) [1]
- Huân chương Đại bàng Trắng của Đế quốc-Vương quốc[1]
- Đại Thập tự của Huân chương Bạch tượng[1]
- Huân chương Osmanje hạng I[1]